# Senecionina
La senecionina è un alcaloide del gruppo degli alcaloidi pirrolizidinici, presente nel senecione comune e in molte piante appartenenti al genere Senecio. È il diestere della retronecina con l'acido senecico, quest'ultimo derivato dall'amminoacido isoleucina.
Questo alcaloide conferisce alla pianta delle proprietà emmenagoghe e sedative uterine.
Alle dosi elevate è fortemente tossico per il fegato ed è stato dimostrato in laboratorio che può essere cancerogeno per certe specie di mammiferi.